# Jeremias Gotthelf

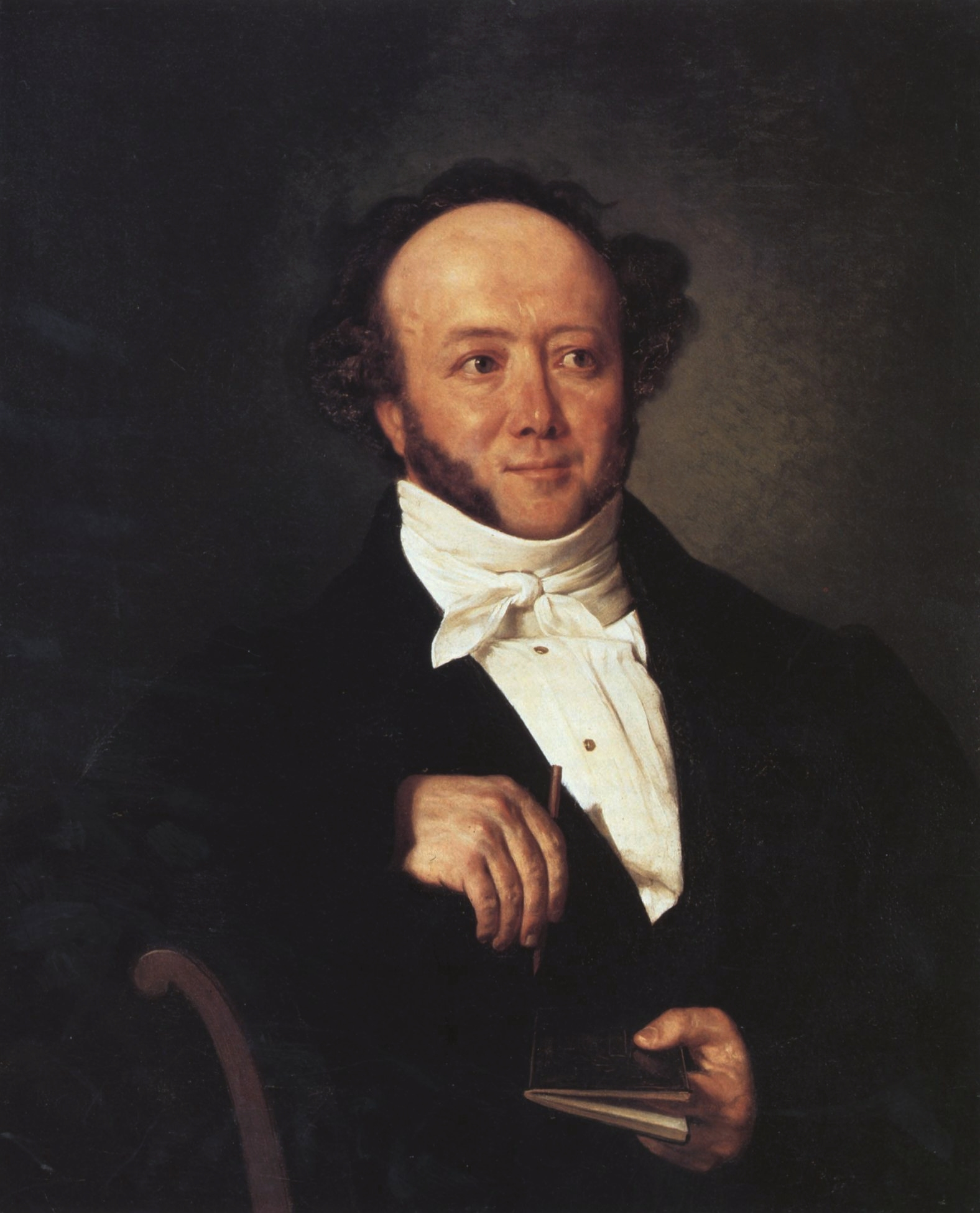
Jeremias Gotthelf, Bildnis von Johann Friedrich Dietler (um 1844)

Jeremias Gotthelf war das Pseudonym des Schweizer Schriftstellers und Pfarrers Albert Bitzius (* 4. Oktober 1797 in Murten; † 22. Oktober 1854 in Lützelflüh).

## Leben

### Kindheit und Jugend

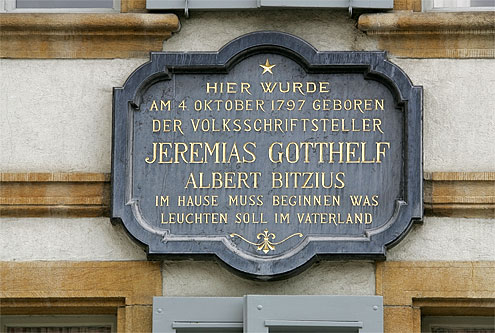
Gedenktafel an Gotthelfs Geburtshaus, dem deutsch-reformierten Pfarrhaus in Murten

Albert Bitzius wurde am 4. Oktober 1797 in Murten als Sohn des reformierten Pfarrers Sigmund Bitzius (1757–1824) und von dessen dritter Frau Elisabeth Bitzius-Kohler (1767–1836) geboren. Mit seiner ersten Frau Maria Magdalena Studer hatte Sigmund Bitzius die Tochter Maria Magdalena Bitzius (1788–1860). 1805 wurde der Vater nach Utzenstorf versetzt. Hier lernte Albert die bäuerliche Welt des Fraubrunnenamts kennen. Der Vater unterrichtete den Sohn selbst. Ab 1812 besuchte Albert die Literarschule in Bern und wechselte ab 1814 als Externus (Auswärtiger, Hörer) auf die Hochschule für Theologen. Aus dieser Zeit schrieb er: «Hier brachte ich drei Jahre in der sogenannten Philosophie sehr fleissig zu, trieb alte Sprachen, Mathematik, Philosophie, wo Joh. Rud. Wyss besonders freundlich und väterlich sich meiner annahm. Meiner Mutter selig sagte er einmal: ‹Sagt doch euerm Sohne, er solle schöner schreiben lernen, er schreibt wie eine Sau. Lässt er mal was drucken, besonders in Deutschland, so hat er Schinders Verdruss.› ‹Ja wolle›, antwortete meine Mutter, ‹das wird er wohl lah blybe.› ‹Man kann nie wissen›, sagte Wyss.»

### Ausbildung

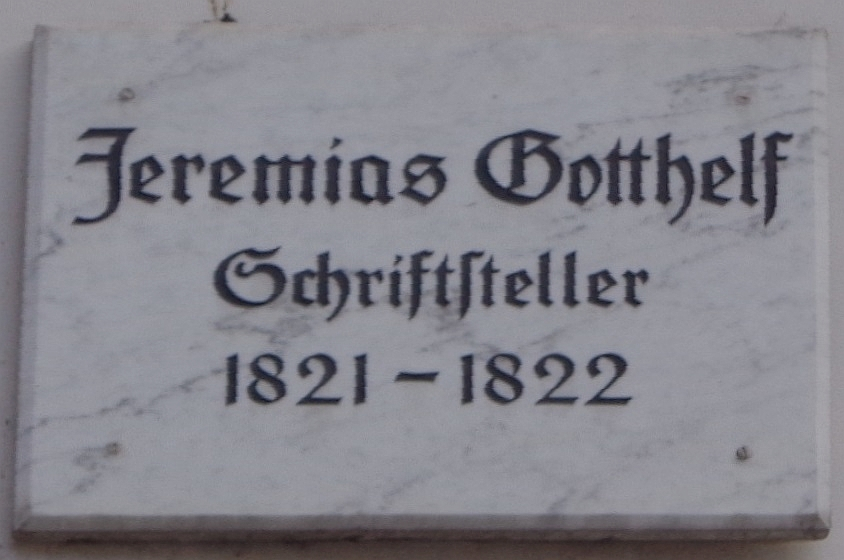
Göttinger Gedenktafel für Jeremias Gotthelf

1817 begann er das ordentliche Theologiestudium in Bern, das er 1820 abschloss. 1819 war er Gründungsmitglied des Schweizerischen Zofingervereins. Nach einem Vikariat bei seinem Vater in Utzenstorf setzte er das Studium 1821 in Göttingen für ein Jahr fort. Auf einer anschliessenden Studienreise besuchte er die Insel Rügen sowie die Städte Berlin, Weimar, Leipzig, Dresden und München. Im Frühling 1822 kehrte er zurück nach Utzenstorf. 1824 starb sein Vater, und Albert Bitzius wurde Vikar in Herzogenbuchsee. 1829 kam er als Pfarrgehilfe nach Bern an die Heiliggeistkirche. 1831 wechselte er als Vikar in die Pfarrei Lützelflüh im Emmental, wo er ein Jahr später zum Pfarrer gewählt wurde.

### Wirken in Lützelflüh, Heirat und Kinder
Bald setzte er sich für die Durchsetzung der allgemeinen Schulpflicht ein. Pädagogisch stand er in der Tradition Johann Heinrich Pestalozzis, dem er am 28. April 1826 an der Jahresversammlung der Helvetischen Gesellschaft in Langenthal persönlich begegnet war. Gegenüber seinem Berner Landsmann Philipp Emanuel von Fellenberg war er kritischer eingestellt. Er kämpfte gegen die Ausbeutung der Verdingkinder aus armen Familien als billige Arbeitskräfte und verlangte Massnahmen gegen den Alkoholismus.

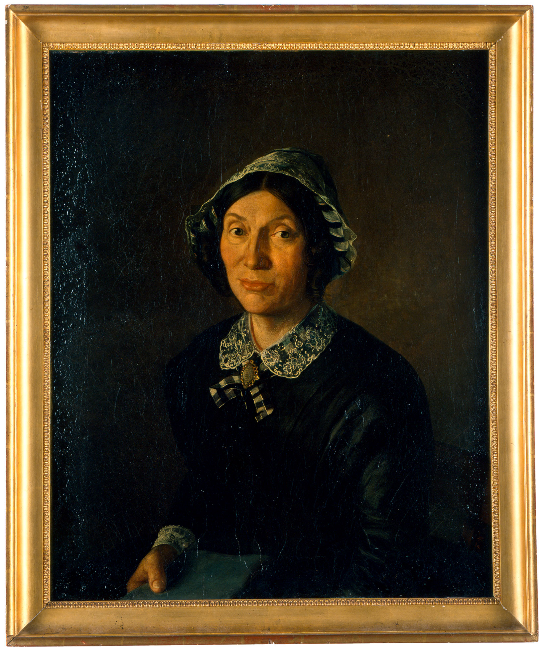
Henriette Bitzius-Zeender, die Frau von Jeremias Gotthelf, ca. 1850 von Friedrich Walthard porträtiert

1833 heiratete er in der Kirche Wynigen Henriette Zeender (1805–1872), Tochter des Berner Theologieprofessors Jakob Emanuel Zeender (1772–1807). Zusammen hatten sie drei Kinder: Marie Henriette (1834–1890; als Schriftstellerin auch bekannt unter ihrem Pseudonym Marie Walden), Albert (1835–1882) und Cécile (1837–1914). Die Töchter wurden für etwa zwei Jahre zur Erlernung gesellschaftlicher Umgangsformen auf ein Pensionat nach Neuenburg in der französischsprachigen Schweiz geschickt. Der Sohn, der als Siebenjähriger zur Erziehung in den Waisenhof in Burgdorf kam, bevor er ein Progymnasium in Bern besuchte, studierte, wurde später ebenfalls Pfarrer und setzte in vielen Bereichen die Bemühungen des Vaters für eine Sozialreform im Kanton Bern fort. Cécile Bitzius heiratete 1856 den Pfarrer Albert von Rütte und lebte dann in Saanen, Yverdon und Radelfingen.
Die ledige Halbschwester von Bitzius, Marie Bitzius, die im Winter in Bern lebte, pflegte im Sommer den Garten der Familie, bewirtete deren Gäste und wirkte auch bei der Erziehung der Kinder mit. So wurde Marie Henriette Bitzius ganz in die Obhut ihrer Tante gegeben.
1835 wurde Bitzius zum Schulkommissär für die 18 Schulen der Gemeinden Lützelflüh, Rüegsau, Hasle und Oberburg gewählt. Nach zehn Jahren wurde er aus diesem Amt wegen politischer Differenzen mit der Regierung entlassen. Ebenfalls 1835 war er massgeblich an der Gründung der Armenerziehungsanstalt Trachselwald im Schlossgut Trachselwald beteiligt. Bis zu seinem Tod setzte er sich dafür ein. In der Schrift Die Armennoth (erstmals 1840) verarbeitete er seine Erfahrungen. Eine politische Tätigkeit war ihm aufgrund seines Pfarramtes verwehrt. In seinen Schriften kritisierte er die herrschenden Berner Familien, die sich seiner Ansicht nach zu wenig um die sozial Schwachen kümmerten.

### Journalist und Schriftsteller
Ab 1828 und vor allem ab 1831 betätigte sich Bitzius journalistisch. Bis zu seinem Tod verfasste er rund 150 meist ungezeichnete Zeitungsartikel, in denen er politische, wirtschaftliche und soziale Themen behandelte. Die meisten dieser Artikel erschienen im Berner Volksfreund. Zielscheiben seiner Kritik waren prominente Berner Radikale wie Karl Neuhaus und Jakob Stämpfli. Heftige Auseinandersetzungen hatte er ausserdem mit dem Juristen Wilhelm Snell, einem Professor an der Universität Bern, der einen radikalen Liberalismus lehrte und die von Bitzius geforderten Reformen als zu interventionistisch ablehnte. Politisch und persönlich stand Bitzius dem liberalkonservativen Eduard Blösch nahe.
1836 fing Bitzius mit der Schriftstellerei an. Seine Erfahrungen im Kampf gegen die Armut und das Verdingen von Kindern verarbeitete er in seinem ersten Roman, Der Bauern-Spiegel. Der Name des Erzählers dieser fiktiven Autobiografie eines Verdingbuben wurde der Schriftstellername von Bitzius: Jeremias Gotthelf. In den folgenden Jahren betätigte er sich unermüdlich als Schriftsteller und veröffentlichte Romane, Erzählungen sowie zeitgenössische und historische Aufsätze. Seine Ehefrau war ihm Ratgeberin und Korrektorin seiner Werke und Briefe.
Einen wesentlichen Anteil an der Verbreitung des literarischen Werkes von Jeremias Gotthelf in den norddeutschen Ländern hatte Julius Springer, in dessen Berliner Verlag ab 1846 sämtliche Schriften erschienen. Zur Steigerung der Bekanntheit riet Springer seinem Autor immer wieder, Redewendungen und Begriffe in Bernerdeutsch sparsam zu verwenden. Das erste Buch in hochdeutscher Fassung war Uli der Knecht (1846). Springer bot Gotthelfs Bücher in unterschiedlichen Ausstattungen und in allen Preislagen an.

### Krankheit und Tod
1851 brach bei Bitzius ein Hals- und Herzleiden mit Wassersucht aus. 1853 brachte ein Kuraufenthalt in Gurnigelbad keine Linderung seines Hustens und der Schlafsucht. Albert Bitzius starb am 22. Oktober 1854 an einer Lungenembolie, die infolge einer Lungenentzündung aufgetreten war.

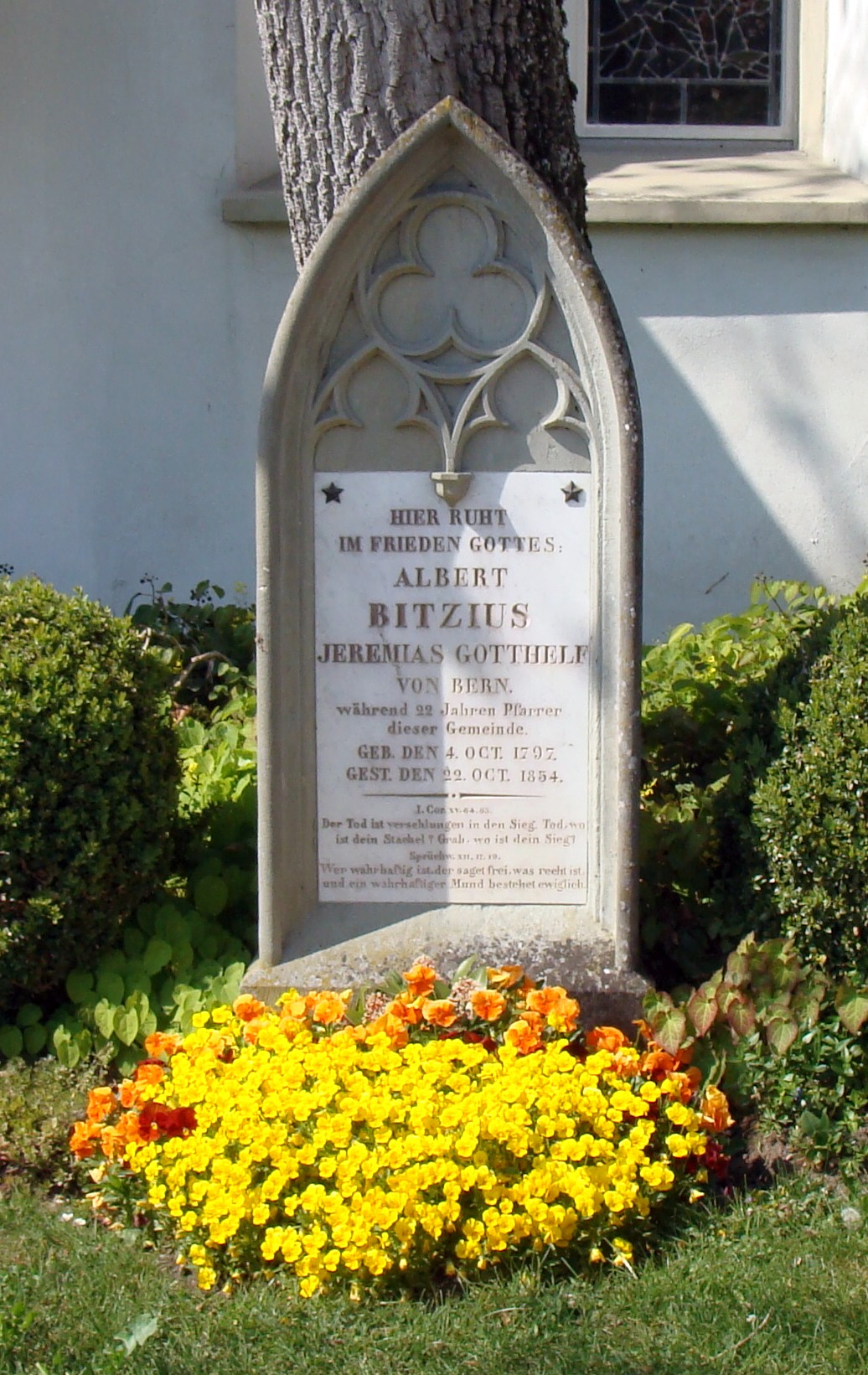
Grab von Jeremias Gotthelf

Sein Grab liegt neben der Kirche in Lützelflüh; es ist mit Kirche und Pfarrhaus denkmalgeschützt. Ein Jahr nach Gotthelfs Tod pflanzte die Kirchgemeinde hinter dem Grab eine Traueresche, die 2021 wegen ihres schlechten Zustands gefällt wurde. Aus dem Baum wurde Brennholz gemacht. Ein juristisches Nachspiel zur Fällung war in Abklärung, schliesslich konnte der Streit beigelegt werden.

### Bedeutung und Nachwirkung
Gotthelfs Romane geben in einem zum Teil erschreckenden Realismus das bäuerliche Leben im 19. Jahrhundert wieder. Mit wenigen starken, wuchtigen Worten konnte er Menschen und Landschaften beschreiben. Gotthelf verstand es wie kaum ein anderer Schriftsteller seiner Zeit, die christlichen und die humanistischen Forderungen in seinem Werk zu verarbeiten. Nachdem ihn die Berner Sanitätskommission im Januar 1843 gebeten hatte, eine volkstümliche Schrift gegen das Kurpfuscherwesen zu verfassen, entstand daraus der zweibändige Roman Wie Anne Bäbi Jowäger haushaltet und wie es ihm mit dem Doktern geht.
In seiner Rahmennovelle Die schwarze Spinne (1842) verarbeitet er alte Sagen zu einer gleichnishaften Erzählung über christlich-humanistische Vorstellungen von Gut und Böse. Zuerst kaum beachtet, gilt diese Erzählung bei vielen Literaturkritikern als eines der Meisterwerke des deutschen Biedermeier. Thomas Mann schrieb darüber in Die Entstehung des Doktor Faustus, dass Gotthelf «oft das Homerische» berühre und dass er seine Schwarze Spinne «wie kaum ein zweites Stück Weltliteratur» bewundere. Als Schriftsteller, so beschrieb ihn Walter Muschg 1954, ist «dieser Aussenseiter […] fraglos nicht nur der grösste, sondern der einzige Erzähler ersten Ranges in der deutschen Literatur, der einzige, der sich mit Dickens, Balzac oder Dostojewskij vergleichen lässt». Weiter räumt Muschg besorgt ein: «Trotzdem ist er vielen hervorragenden Kennern unbekannt. Sein Name entlockt ihnen unfehlbar ein Lächeln, und es scheint ausgeschlossen, dass er jemals in die Weltliteratur eingehen wird. Nicht nur deshalb, weil nur ein Schweizer die Fülle seiner barbarischen Sprache ermessen kann.»
Sein Ideal einer von Fleiss, Bodenständigkeit, Redlichkeit, Bescheidenheit, Sparsamkeit, Heimatliebe und Gottesfurcht geprägten Gesellschaft sah Gotthelf durch Individualismus, Radikalismus und die fortschreitende Industrialisierung bedroht. Als Symbole dieser vermeintlichen Gefährdung von Haus und Hof fungieren in seinem Werk auch Juden, die überwiegend negativ dargestellt werden, z. B. als Spekulanten und Betrüger; ebenso finden sich auch die antijudaistischen Legenden vom «Gottesmord» und der «jüdischen Verstocktheit» in seinen Erzählungen.
Gottfried Keller rezensierte zwischen 1849 und 1855 eine Reihe von Gotthelfs Büchern (→ s:Keller über Jeremias Gotthelf). Darin kritisierte er die Zügellosigkeit von dessen antiradikaler Propaganda, pries ihn aber gleichzeitig als grossen epischen Dichter. In einer ausführlichen Würdigung nach dem Tode Gotthelfs charakterisiert er seinen Landsmann:

«Man nennt ihn bald einen derben niederländischen Maler, bald einen Dorfgeschichtenschreiber, bald einen ausführlichen guten Kopisten der Natur, bald dieß, bald das, immer in einem günstigen beschränkten Sinne; aber die Wahrheit ist, daß er ein großes episches Genie ist. Wohl mögen Dickens und andere glänzender an Formbegabung, schlagender, gewandter im Schreiben, bewußter und zweckmäßiger im ganzen Thun sein: die tiefe und großartige Einfachheit Gotthelf’s […] erreicht keiner. In jeder Erzählung Gotthelf’s liegt an Dichte und Innigkeit das Zeug zu einem ‹Hermann und Dorothea›; aber in keiner nimmt er auch nur den leisesten Anlauf, seinem Gedichte die Schönheit und Vollendung zu verschaffen, welche der künstlerische, gewissenhafte und ökonomische Goethe seinem einen, so zierlich und begrenzt gebauten Epos zu geben wußte.»

Verschiedene Schriftsteller setzten sich in ihrem Werk mit Gotthelfs Leben und Werk auseinander. Der Baselbieter Dichterpfarrer Jonas Breitenstein liess sich etwa durch Gotthelfs Erzählung Hans Jakob und Heiri, die beiden Seidenweber von 1851 zu seinen 1860 veröffentlichten Erzählungen und Bilder aus dem Baselbiet anregen. Dabei verweist bereits der Titel unmissverständlich auf Gotthelf, nämlich auf dessen 1850–1855 erschienene fünfbändige Anthologie Erzählungen und Bilder aus dem Volksleben der Schweiz. Breitenstein wurde auch als «Baselbieter Gotthelf» bezeichnet, so wie der ebenfalls schriftstellerisch tätige Luzerner Landpfarrer Xaver Herzog (1810–1883) «Luzerner Gotthelf» genannt wurde. Für den österreichischen Schriftsteller und Sozialreformer Franz Michael Felder war Gotthelf das grosse Vorbild für seine sozialkritischen Romane und Erzählungen.
Die literarische Gotthelf-Rezeption setzte sich auch im 20. Jahrhundert fort. Der Schweizer Schriftsteller Hansjörg Schneider schrieb nach Gotthelfs Novelle Die schwarze Spinne zuerst das Libretto für die gleichnamige Oper von Rudolf Kelterborn (uraufgeführt 1984) und dann 1988 eine Erzählung, in der er die Vorlage frei umsetzte.
Der Roman 2666 des chilenischen Schriftstellers Roberto Bolaño dreht sich unter anderem um den fiktiven Schriftsteller Benno von Archimboldi, der den Roman Bitzius über Gotthelfs Leben verfasst haben soll. Der in Bern wohnhafte Baselbieter Schriftsteller E. Y. Meyer veröffentlichte 2004 Der Ritt. Ein Gotthelf-Roman und setzte sich auch in anderen Werken mit Gotthelf auseinander.
Einige von Gotthelfs Werken wurden verfilmt. In der Schweiz waren Uli der Knecht (1954) und die Fortsetzung Uli der Pächter (1955) sehr erfolgreich. Regie führte der Emmentaler Regisseur Franz Schnyder, und die später sehr erfolgreichen Darsteller Hannes Schmidhauser und Liselotte Pulver spielten die Hauptrollen. Grosser Beliebtheit erfreuen sich auch Hörspielbearbeitungen von Gotthelf-Werken.
Gotthelfs Nachlass befindet sich in der Burgerbibliothek Bern. Zu seinen Ehren wurden in vielen Ortschaften, unter anderem in Zürich, Bern und Basel, Strassen nach ihm benannt, wobei jene in Basel einem ganzen Quartier, dem Gotthelf-Quartier, den Namen gibt.

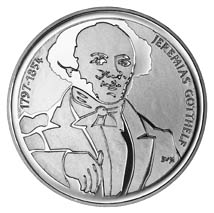
Jeremias Gotthelf auf der 20-Franken-Gedenkmünze von 1997 anlässlich seines 200. Geburtstages, gestaltet von Samuel Buri

Im August 2012 wurde das Gotthelf Zentrum Emmental Lützelflüh im ehemaligen Pfarrhaus und in den dazugehörigen Gebäuden eröffnet.
Gotthelfs Gedenktag im Evangelischen Namenkalender der Evangelischen Kirche in Deutschland ist der 22. Oktober.

## Werke (Auswahl)

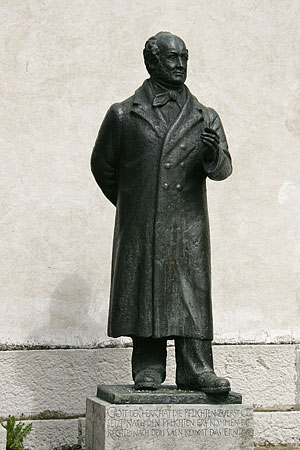
Denkmal von Jeremias Gotthelf vor der deutsch-reformierten Kirche in Murten

Das vollständige Werkverzeichnis ist z. B. auf der Website des Gotthelf Zentrums Emmental Lützelflüh verfügbar.
- Der Bauern-Spiegel oder Lebensgeschichte des Jeremias Gotthelf, von ihm selbst beschrieben. Roman. 1837.
- Die Wassernoth im Emmental. 1838.
- Wie fünf Mädchen im Branntwein jämmerlich umkommen. Erzählung. 1838.
- Leiden und Freuden eines Schulmeisters. Roman. 1838/39
- Dursli der Branntweinsäufer oder der heilige Weihnachtsabend. Novelle. 1839.
- Die Armennoth. Traktat. 1840/1851.
- Uli der Knecht. 1841.
- Wie Joggeli eine Frau sucht. Erzählung. 1841.
- Die schwarze Spinne. Novelle. 1842.
- Elsi, die seltsame Magd. Novelle. 1843.
- Wie Anne Bäbi Jowäger haushaltet und wie es ihm mit dem Doktern geht. Roman. 1843/1844.
- Geld und Geist. Roman. 1843/1844.
- Kurt von Koppigen. Erzählung. 1844/1850.
- Der Geltstag. Roman. 1846. Erstdruck: Jent und Gassmann, Solothurn 1846, als Der Geldstag, oder Die Wirthschaft nach der neuen Mode.
- Hans Joggeli der Erbvetter. Erzählung. 1846.
- Jacobs, des Handwerksgesellen, Wanderungen durch die Schweiz. Roman. 1846/1847.
- Käthi, die Grossmutter, oder: der wahre Weg durch jede Noth. Roman. 1847.
- Der Notar in der Falle. Erzählung. 1848.
- Uli der Pächter. 1849.
- Michels Brautschau. Erzählung. 1849.
- Die Käserei in der Vehfreude. Roman. 1850.
- Das Erdbeeri-Mareili. Novelle. 1850.
- Der Besenbinder von Rychiswyl. Erzählung. 1851.
- Zeitgeist und Berner Geist, Roman. 1851.
- Barthli der Korber. Erzählung. 1852.
- und viele Kalendergeschichten, Aufsätze, Briefe und Predigten

### Werkausgaben
- Jeremias Gotthelf: Sämtliche Werke in 24 Bänden. Hrsg. von Rudolf Hunziker und Hans Bloesch. München 1911 ff.
- Jeremias Gotthelf: Werke in 20 Bänden. Hrsg. von Walter Muschg. Basel 1948 ff.
- Gotthelfs Werke (2 Bde.). Hrsg. von Henri Poschmann. Berlin/Weimar 1971 (3. Aufl. 1982). Die gebräuchlichste greifbare Auswahl-Ausgabe erschien innerhalb der Reihe Bibliothek deutscher Klassiker des Aufbau-Verlages der DDR.
- Im Verlag Diogenes erscheinen seit 2023 (in der sog. Zürcher Ausgabe) Sämtliche Romane und Erzählungen in 15 Bänden, herausgegeben und kommentiert von Philipp Theisohn, mit Nachworten namhafter Autoren. Bislang sind sechs Bände erschienen oder in Vorbereitung:
  - Die schwarze Spinne und andere Erzählungen (2023)
  - Uli der Knecht. Eine Gabe für Dienstboten und Meisterleute (2023)
  - Uli der Pächter (2023)
  - Der Bauernspiegel (2024)
  - Die Käserei in der Vehfreude (2024)
  - Barthli der Korber und andere Erzählungen (2024)

## Verfilmungen
- Uli der Knecht, 1954, Regie Franz Schnyder, Darsteller: Hannes Schmidhauser, Liselotte Pulver,
- Uli der Pächter, 1955, Regie Franz Schnyder, Darsteller: Hannes Schmidhauser, Liselotte Pulver, Emil Hegetschweiler, Heinrich Gretler
- Die Käserei in der Vehfreude, 1958, Regie Franz Schnyder, Darsteller: Annemarie Düringer, Franz Matter, Heinrich Gretler, Hedda Koppe, Margrit Winter, Erwin Kohlund, Margrit Rainer
- Anne Bäbi Jowäger, 1960, Regie Franz Schnyder, Darsteller: Heinrich Gretler, Margrit Winter, Sigfrit Steiner, Margrit Rainer, Ruedi Walter
- Geld und Geist, 1964, Regie Franz Schnyder, Darsteller: Max Haufler, Margrit Winter, Elisabeth Berger, Ruedi Walter
- Die schwarze Spinne, 1983, Regie Mark M. Rissi, Darsteller: Beatrice Kessler, Walo Lüönd, Peter Ehrlich, Walter Hess
- Die schwarze Spinne, 2021, Regie Markus Fischer, Darsteller: Anatole Taubman, Ronald Zehrfeld, Lilith Stangenberg, Marina Gera, András Sütö, Marcus Signer, Tsogtsaikan Narantsogt, Andreas Matti, Fabian Krüger, Julia Jakubowska, Hirschfeld Nurit, Ueli Jäggi, Josef Ostendorf, Philipp Droste, Mária Dér, Marin Blülle, Alexander von Glenck.

## Zitate
- Im Hause muss beginnen, was leuchten soll im Vaterland.[22]
- Vor dem Essen stören die Gedanken des Magens die Gedanken der Seele.[23]
- Was ich des Tags mit der Leier verdien’, das geht des Nachts wieder alles dahin![24]
- Wie oft verglimmen die gewaltigsten Kräfte, weil kein Wind sie anbläst![25]
- Es dünkte ihn, Gott könne fast nicht anders, er müsse das Meitschi ihm in den Weg führen, wie er einst die Rebekka an den Brunnen geführt, wo Elieser wartete.[26]